# Temelucha africana
Temelucha africana är en stekelart som först beskrevs av Szepligeti 1922.  Temelucha africana ingår i släktet Temelucha och familjen brokparasitsteklar. Inga underarter finns listade i Catalogue of Life.